# Tetlin River
Der Tetlin River ist ein rund 120 Kilometer langer linker Nebenfluss des Tanana River im Interior des US-Bundesstaats Alaska.

## Verlauf
Er entspringt einem Gletscher an der Nordflanke der Mentasta Mountains nahe der Grenze des Wrangell-St.-Elias-Nationalparks, fließt in nordöstlicher Richtung, durchfließt den Tetlin Lake und passiert den Ort Tetlin. Anschließend mündet der Kalukna River rechtsseitig in den Fluss. 35 Kilometer südöstlich von Tok trifft der Tetlin River von links kommend in den Tanana River. Er liegt westlich des Tetlin National Wildlife Refuges und verläuft weitgehend parallel zu dessen Grenze. Der Tetlin River gehört zum Flusssystem des Yukon River. 

## Änderungen des Flusslaufs
Der Flusslauf des Tetlin River hat sich in den letzten Jahren verändert. Der Oberlauf des Tetlin River fließt größtenteils nach Osten zum Kalukna River. Dessen mittlerer und unterer Flusslauf hat sich ebenfalls in den letzten Jahren verändert. Das geringe Gefälle des Areals sowie ausgedehnte Sumpflandschaften begünstigen dies.

## Name
Der Name geht zurück auf „Tetling“, die 1887 von Lieutenant Allen dokumentierte Bezeichnung der Ureinwohner Alaskas für den Fluss. F. C. Schrader vom United States Geological Survey hatte den Fluss 1902 „Bear Creek“ genannt.